# November's Chopin
November's Chopin (tiếng Trung: 十一月的蕭邦; bính âm: Shí Yī Yuè Dè Xiāo Bāng, tạm dịch: Tháng 11 của Chopin) là album phòng thu thứ sáu của ca sĩ Đài Loan Châu Kiệt Luân (Jay Chou). Album được phát hành ngày 1 tháng 11, năm 2005 bởi Alfa Music và phân phối bởi Sony Music Đài Loan, bao gồm một CD 12 ca khúc và một DVD tặng kèm chứa 3 video ca nhạc.
Tựa đề album đề cập đến Frédéric Chopin, "Nhà thơ của phím dương cầm", nhà soạn nhạc người Ba Lan nổi tiếng thế kỷ thứ 19 mà Châu Kiệt Luân đã từng nhắc tới như là một người truyền cảm hứng cho anh. Video cho ca khúc chủ đề "夜曲" (Nocturne) được quay tại New York. Album cũng bao gồm ca khúc mở đầu "一路向北" (All the Way North) và ca khúc kết thúc "飄移" (Drifting) của bộ phim Initial D do Châu Kiệt Luân, Huỳnh Thu Sinh và Trần Quán Hy tham gia.

## Danh sách ca khúc
Tất cả các ca khúc đều được sáng tác bởi Châu Kiệt Luân
Tất cả nhạc phẩm được soạn bởi Jay Chou.
| STT | Nhan đề                                             | Phổ lời                 | Remarks                 | Thời lượng |
| --- | --------------------------------------------------- | ----------------------- | ----------------------- | ---------- |
| 1.  | "夜曲" (Yè Qǔ Nocturne)                             | Vincent Fang            |                         | 3:48       |
| 2.  | "藍色風暴" (Lán Sè Fēng Bào Blue Storm)             | Vincent Fang            |                         | 4:46       |
| 3.  | "髮如雪" (Fà Rú Xuě Hair Like Snow)                 | Vincent Fang            |                         | 5:01       |
| 4.  | "黑色毛衣" (Hēi Sè Máo Yī Black Sweater)            | Jay Chou                |                         | 4:11       |
| 5.  | "四面楚歌" (Sì Miàn Chǔ Gē Besieged From All Sides) | Jay Chou                |                         | 4:07       |
| 6.  | "楓" (Fēng Maple)                                   | Devon Song              |                         | 4:37       |
| 7.  | "浪漫手機" (Làng Màn Shǒu Jī Romantic Cell Phone)   | Vincent Fang            |                         | 3:59       |
| 8.  | "逆鱗" (Nì Lín Reverse Scale)                       | Jun-Lang Huang (黃俊郎) |                         | 3:54       |
| 9.  | "麥芽糖" (Mài Yá Táng Malt Candy)                   | Vincent Fang            |                         | 4:20       |
| 10. | "珊瑚海" (Shān Hú Hǎi Coral Sea)                    | Vincent Fang            | Duet with Lara Veronin  | 4:16       |
| 11. | "飄移" (Piāo Yí Drifting)                           | Vincent Fang            | Initial D opening theme | 4:04       |
| 12. | "一路向北" (Yī Lù Xiàng Běi All the Way North)      | Vincent Fang            | Initial D ending theme  | 4:54       |

## Video ca nhạc tặng kèm
1. "夜曲" (Nocturne) MV
2. "髮如雪" (Hair Like Snow) MV
3. "黑色毛衣" (Black Sweater) MV
4. "一路向北" ('All the Way North) MV

## Các ca khúc
1. "Nocturne" 夜曲 (Yè Qǔ)
Được biết đến ở Việt Nam với tên gọi: Dạ Khúc
Ca khúc đầu tiên là một ca khúc R&B, với những âm thanh mạnh mẽ trên nền giai điệu nhẹ nhàng được chơi bởi piano và guitar. Giai điệu của ca khúc này u tối và hòa hợp với phần lời buồn thảm mô tả nỗi buồn của một chàng trai khi phải đối mặt với cái chết của người mình yêu. Cũng giống như các ca khúc được Phương Văn Sơn viết lời, Nocturne chan chứa chất thơ và giàu hình ảnh ẩn dụ. Tại Việt Nam, Nocturne là một trong những ca khúc được yêu thích và được biết đến nhiều nhất của Jay Chou. Ca sĩ Wanbi Tuấn Anh, người đã qua đời năm 2013 do u tuyến yên trong não, đã thể hiện một phiên bản lời Việt của Nocturne với tên gọi "Dạ Khúc".
2. "Blue Storm" 藍色風暴 (Lán Sè Fēng Bào)
Được biết đến ở Việt Nam với tên gọi: Cơn Bão Màu Xanh
Ca khúc mạnh mẽ nhất trong album, là sự kết hợp giữa giai điệu của guitar điện tử và scratching (một thiết bị chỉnh nhạc) với nhiều âm thanh khác, bao gồm cả một đoạn hợp xướng nhà thờ và tiếng chuông điện thoại. Lời của ca khúc này mang màu sắc tôn giáo.
3. "Hair Like Snow" 髮如雪 (Fà Rú Xuě)
Được biết đến ở Việt Nam với tên gọi: Tóc Như Tuyết
Ngay từ album đầu tiên, Châu Kiệt Luân đã kết hợp giữa nhạc cụ dân tộc với những âm thanh hiện đại để tạo nên "Trung Quốc phong". Hair Like Snow là một ca khúc như vậy, Châu đã sử dụng âm thanh của đàn pipa (một loại đàn 4 dây, gần giống đàn tỳ bà của Việt Nam) và đàn yangqin (một nhạc cụ dây, người chơi dùng một dụng cụ để "gảy" đàn) với nhịp điệu chậm rãi trên nền R&B. Ca khúc được thể hiện nhẹ nhàng với một đoạn giả thanh cuối bài (hay gặp trong âm nhạc truyền thống Trung Quốc). Video ca khúc có sự tham gia của Hạ Như Chi - diễn viên nữ xuất hiện trong nhiều video cổ trang của Châu Kiệt Luân như Sứ Thanh Hoa, Thiên Lý Chi Ngoại, Lan Đình Tự. Ca khúc này cũng được đưa vào nhạc nền cho trò chơi trực tuyến "Audition Online".
4. "Black Sweater" 黑色毛衣 (Hēi Sè Máo Yī)
Được biết đến ở Việt Nam với tên gọi: Chiếc Áo Len Màu Đen
Là một ca khúc R&B với nhịp điệu chậm rãi, bắt đầu bởi giai điệu guitar acoustic. Lời ca khúc là nỗi luyến tiếc về một tình yêu đã mất khi chàng trai hồi tưởng lại những ký ức của hai người. MV của ca khúc được quay tại Lon Don với hình ảnh Châu Kiệt Luân cô đơn trong một quảng trường trống vắng và ảm đạm.
5. "Besieged From All Sides" 四面楚歌 (Sì Miàn Chǔ Gē)
Được biết đến ở Việt Nam với tên gọi: Tứ Diện Sở Ca
Một ca khúc hip hop với nhịp điệu mạnh mẽ và dồn dập được tạo bởi tiếng đàn violin, cello. Lời bài hát được sáng tác toàn bộ bởi Jay Chou, bày tỏ sự phẫn nộ của anh với những tay săn ảnh (paparazzi). Anh thẳng thắn gọi paparazzi là những con "chó" (cẩu) đang "vừa nhai táo trong mồm vừa cầm máy ảnh trên tay" (他們咬著蘋果 手裡拿著長鏡頭), và những tờ báo lá cải như "tuần báo chó" (狗週刊). Một đoạn rap khi gần kết thúc được thể hiện bằng tiếng Triều Tiên, là ca khúc đầu tiên cho đến lúc bấy giờ được Jay thể hiện bởi một ngôn ngữ ngoài Trung Quốc. Giai điệu của ca khúc này dựa trên "Orchestra Strings 08" của Apple loop có thể tìm thấy tại các phần mềm GarageBand hay Logic Pro. Giai điệu này cũng xuất hiện trong "Believe Me" của Fort Minor, "パリピポ" của GReeeeN, "熱浪" của MYRS’ và "Muzika Kuri Saugo" của G&G Sindikatas. Video ca nhạc của ca khúc này có sự tham gia diễn xuất của diễn viên Châu Tấn.
6. "Maple" 楓 (Fēng)
Được biết đến ở Việt Nam với tên gọi: Cây Phong
Nhẹ nhàng, lãng mạn, "Maple" sử dụng piano, violin và cello để tạo nên giai điệu R&B chậm rãi và dịu dàng. Đây tiếp tục là một bản tình ca của Jay Chou nói lên nỗi khắc khoải của một người đánh mất tình yêu. Video ca khúc này là câu chuyện về một chàng trai bị mất trí nhớ gặp lại người yêu cũ của mình khi cô đang yêu người bạn thân của anh. Với nội dung video như trên, "Maple" còn thường được biết đến như là phần 1 của 2 ca khúc đều do Châu Kiệt Luân sáng tác. Ca khúc còn lại mang tên "Rainbow Heaven" do bạn thân của Jay - Lưu Canh Hoành thể hiện.
7. "Romantic Cell Phone" 浪漫手機 (Làng Màn Shǒu Jī)
Là một ca khúc R&B với tiếng guitar điện tử. Là một ca khúc tươi sáng trong album.
8. "Reverse Scale" 逆鳞 (Nì Lín)
Một ca khúc hip hop với nhiều hiệu ứng âm thanh được sử dụng, bao gồm cả tiếng la hét của phụ nữ. "Reverse Scale" là một ca khúc ít được biết đến trong album.
9. "Malt Candy" 麥芽糖 (Mài Yá Táng)
Vui vẻ sống động với giai điệu tạo bởi tiếng violin và guitar điện tử. Cùng với "Romantic Cell Phone", đây cũng là một ca khúc tươi sáng.
10. "Coral Sea" 珊瑚海 (Shān Hú Hǎi)
Được biết đến ở Việt Nam với tên gọi: Biển San Hô
Là ca khúc song ca duy nhất trong album và cũng là ca khúc song ca đầu tiên trong các album phòng thu của Jay, "Coral Sea" được tạo nên bởi tiếng piano, violin và guitar điện tử lẫn guitar acoustic. "Lara Veronin", nữ ca sĩ của nhóm Nam Quyền Ma Ma là ca sĩ may mắn được song ca với Jay, và sau này cô cũng thể hiện nhiều ca khúc khác cùng Jay như "Snake Dance" và "A Larger Cello". Lời bài hát mô tả một mối quan hệ với nhiều tiếc nuối. Video ca khúc này được thực hiện với sự tham gia của Phương Văn Sơn, bạn thân và cũng là đồng nghiệp của Jay.
11. "Driffing" 飄移 (Piāo Yí)
Ca khúc mở đầu, xuất hiện trong bộ phim Initial D, bộ phim đầu tiên Jay tham gia. Ca khúc này được đề cử cho giải Ca khúc xuất sắc nhất tại lễ trao giải Kim Mã lần thứ 42. "Driffing" cũng được lựa chọn làm nhạc nền cho đoạn phim quảng cáo Colgate do chính Châu Kiệt Luân tham gia diễn xuất.
12. "All the Way North" 一路向北 (Yī Lù Xiàng Běi)
Tiếp tục là một ca khúc trong bộ phim Initial D. 

## Phản hồi
Ca khúc "夜曲" (Nocturne) được đề cử vào Top 10 Giai điệu vàng của giải thưởng âm nhạc Hong Kong TVB 8, được tổ chức bởi kênh truyền hình TVB năm 2006. Nó đồng thời cũng lọt vào Top 10 ca khúc của năm và là Ca khúc được khán giả yêu thích nhất, đồng thời Châu Kiệt Luân cũng thắng giải Nhà sản xuất tốt nhất tại giải thưởng âm nhạc HITO 2006.
Ca khúc "飄移" (Drifting) được đề cử cho Ca khúc nhạc phim hay nhất tại lễ trao giải Kim Mã lần thứ 42 năm 2005 và tại Giải thưởng Điện ảnh Hồng Kông năm 2006.
November’s Chopin cũng được đề cử vào Top 10 Album tiếng Quan thoại bán chạy nhất trong năm 2005 tại giải thưởng IFPI 2005, do IFPI Hồng Kông tổ chức.

## Giải thưởng và đề cử
| Năm  | Giải thưởng                            | Hạng mục                  | Đề cử                                                         | Kết quả   | Ref.  |
| ---- | -------------------------------------- | ------------------------- | ------------------------------------------------------------- | --------- | ----- |
| 2005 | Metro Radio Music Awards               | Best Original Album       | November's Chopin                                             | Đoạt giải | [ 1 ] |
| 2005 | Metro Radio Music Awards               | Hot Song Award            | "Nocturne"                                                    | Đoạt giải | [ 1 ] |
| 2006 | China Music Awards                     | Best Music Video Award    | "Nocturne"                                                    | Đoạt giải | [ 2 ] |
| 2006 | China Music Awards                     | Song of the Year          | "Nocturne"                                                    | Đoạt giải | [ 2 ] |
| 2006 | Chinese Music Media Awards             | Best Lyricist             | Phương Văn Sơn cho ca khúc Hair Like Snow" 髮如雪 (Fà Rú Xuě) | Đoạt giải | [ 3 ] |
| 2006 | Chinese Musicians Exchange Association | Top 10 Albums of the Year | November's Chopin                                             | Đoạt giải | [ 4 ] |
| 2006 | Golden Melody Awards                   | Best Lyricist             | Phương Văn Sơn cho ca khúc Hair Like Snow" 髮如雪 (Fà Rú Xuě) | Đề cử     |       |
| 2006 | Golden Melody Awards                   | Best Musical Arranger     | Eric Hong for "Blue Storm"                                    | Đề cử     |       |